# Mensch und Maschine Software
Die Mensch und Maschine Software SE, auch MuM genannt, ist ein Anbieter von Software spezialisiert auf Computer Aided Design / Manufacturing (CAD/CAM). Das Geschäftsfeld ist in zwei Segmente aufgeteilt: MuM-Software – Standardsoftware für CAM, BIM und CAE sowie Systemhaus – kundenspezifische Digitalisierungs-Lösungen, Schulung und Beratung für Kunden aus Industrie, Bauwesen und Infrastruktur.
Der Jahresumsatz 2022 betrug 320,5 Millionen Euro. Mensch und Maschine beschäftigt 1031 Mitarbeiter an rund 75 internationalen Standorten. Die MuM-Aktie ist in Frankfurt (scale30) und München (m:access) notiert.

## Geschichte
Das Unternehmen wurde 1984 von Adi Drotleff (* 1953) gegründet. 1997 debütierte MuM als damals achtes Unternehmen am Neuen Markt.
2002 übernahm MuM den CAM-Spezialisten Open Mind AG sowie die Mehrheit an der Dataflor AG, die Software für den Garten- und Landschaftsbau entwickelt.
Im Januar 2019 übernahm MuM den auf Berechnung, Bemessung und Konstruktion von Bauprojekten spezialisierten Softwarehersteller Sofistik.

## Geschäftsfelder

### Industrie
MuM erzielt seine Wertschöpfung zu etwa zwei Dritteln im Industriebereich, also z. B. Maschinenbau, Fahrzeug-/Flugzeug/Schiffsbau, Formen- und Werkzeugbau, Verfahrenstechnik, Hydraulik, Pneumatik, Elektrotechnik oder Industriedesign.

### Bauwesen
Ein Drittel kommt aus dem Bauwesen, also z. B. Architektur, Haustechnik, Ingenieurbau, Brücken-/Tunnelbau, Tiefbau, Infrastruktur,  Liegenschaftsverwaltung oder Garten- und Landschaftsbau. Daneben gibt es eine Reihe bereichsübergreifende Lösungen, z. B. Digitale Fabrik, PDM/PLM, Simulation, Anlagenbau oder Visualisierung/Animation.

### Softwareentwicklung
2022 setzte das Software-Segment 97,3 Millionen Euro mit CAD/CAM, BIM und CAE-Software um.

### Systemhaus
Das Systemhaus bietet Digitalisierungslösungen für kundenspezifische Anforderungen, Trainings und Service. Mensch und Maschine ist laut eigenen Angaben größter Autodesk Vertriebspartner in Europa.
Zu den Kunden in diesem Bereich gehören unter anderen die Deutsche Bahn, Miele, die Stadtwerke Bad Homburg und die BLS AG.

### Seminare
Mit BIM Ready bietet MuM Lehrgänge für an BIM-Projekten beteiligte Mitarbeiter sowie eine Ausbildung BIM-Konstruktion an. Inhalt der Ausbildung sind Modellierungsregeln, Datenaustausch über die Industry Foundation Classes (IFC) und Auswirkungen von BIM in der Praxis. Mensch und Maschine ist einer der offiziellen Ausbildungsbetriebe, der das vom Industry Foundation Classes (IFC) definierte Austauschformat zum BIM-Datenaustausch im Bauwesen in Seminaren unterrichtet. Mensch und Maschine ist Mitglied im Verein BuildingSMART.

## Tochterunternehmen

### Open Mind AG
Die Tochter Open Mind AG ist mit der Software hypermill auf CAD/CAM-Lösungen spezialisiert. Die Produkte hypermill und hypercad-S werden für Fräs-, Bohr- und Dreh-Bearbeitung in diversen Gebieten, wie dem Maschinen-, Werkzeug- und Formenbau, der Automobil-, Luft- und Raumfahrtindustrie, aber auch in der Medizintechnik, Spielzeug-, Schmuck- und Uhrenindustrie verwendet.

### SOFiSTiK AG
Die SOFiSTiK AG stellt Statik- und Bewehrungs-Software für den Brücken-, Tunnel- und Hochbau her, zu den Projekten gehört unter anderem die BMW Welt in München. Der SOFiSTiK Bridge Modeler ermöglicht, Brücken, wie vom BVMI vorgeschrieben BIM-fähig, in 3D sowie parametrisch zu entwerfen und zu berechnen.

### DATAflor AG
DATAflor entwickelt Software für den Garten- und Landschaftsbau, Landschaftsarchitekten, Erd- und Tiefbau. DATAflor wurde 1982 gegründet. Die Software umfasst den grafischen Planungsteil, die kaufmännische Kalkulation und Abrechnung. Mit der Software können z. B. virtuelle Gärten in verschiedenen jahreszeitlichen Blühphasen begangen werden.

### MuM Mechatronik GmbH
Die MuM Mechatronik GmbH hat die Elektrotechnik-Planungssoftware Ecscad von Autodesk im Jahr 2014 zurücklizenziert. Hieraus entwickelte MuM den Nachfolger eXs, der in der CAE-Projektierung für die Industrie-Gewerke Elektrotechnik, Verfahrenstechnik, Hydraulik und Pneumatik sowie für die Gebäudetechnik im Rahmen von BIM-Projekten dient.